# 靶向药物
靶向药物也称「靶向治疗药物」或「標靶藥物」，是一类只针对某一些特殊组织、细胞起作用的药物。最初靶向药物是被作为抗癌药物而开发的，但随着其发展，现在靶向药物的功效已经不仅仅局限于抗癌药物。

## 抗肿瘤靶向药物的作用机理
抗肿瘤靶向药物主要以肿瘤分子病理过程的关键调控分子等为靶点。如改变激素平衡失调状态的某些激素或其拮抗药；以细胞信号转导分子为靶点的蛋白酪氨酸激酶抑制剂、法尼基转移酶抑制剂、MAPK信号转导通路抑制剂和细胞周期调控剂；针对某些与增殖相关细胞信号转导受体的单克隆抗体；破坏或抑制新生血管生成，有效地阻止肿瘤的生长和转移的新生血管生成抑制剂；减少癌细胞脱落、黏附和基底膜降解的抗转移药；以端粒酶为靶点的抑制剂促进恶性肿瘤细胞向成熟分化的分化诱导剂等。
格列衛伊馬替尼是人类历史上第一个成功研制的小分子靶向药物。